# Krokodilzither

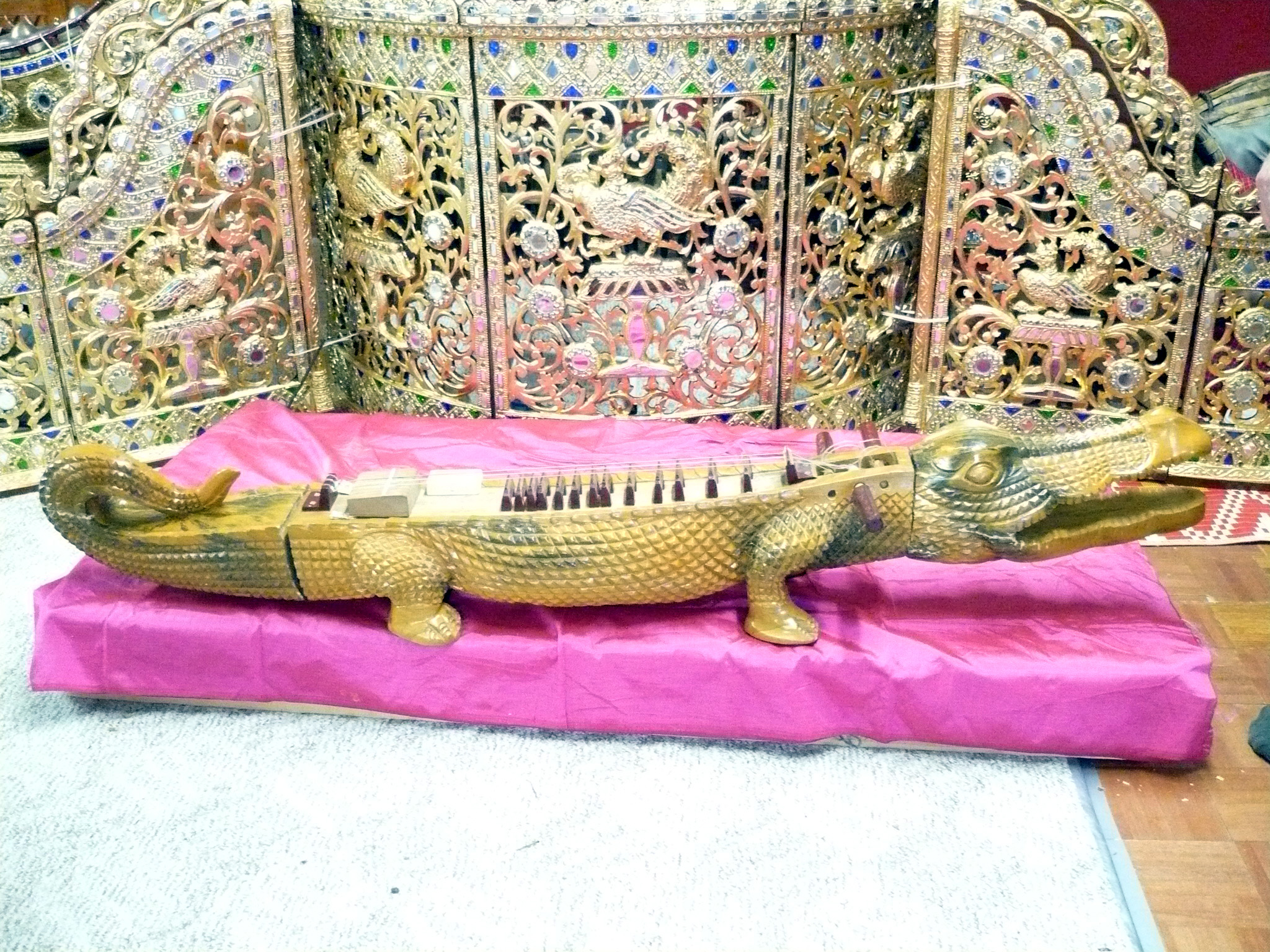
Kyam im buddhistischen Mon-Tempel in Fort Wayne, Indiana

Die Krokodilzither (chin. 鳄鱼琴 eyuqin; birmanisch: mí-gyaùng saung; Khmer: ក្រពើ, krapeu oder តាខេ, takhe; Mon: ကျာံ, cam/kyam; thailändisch จะเข้, RTGS Chakhe, Aussprache: [t͡ɕàʔkʰêː]) ist eine von der Bauform abgeleitete Bezeichnung für dreisaitige Zithern in Ost- und Südostasien. 

## Verbreitung

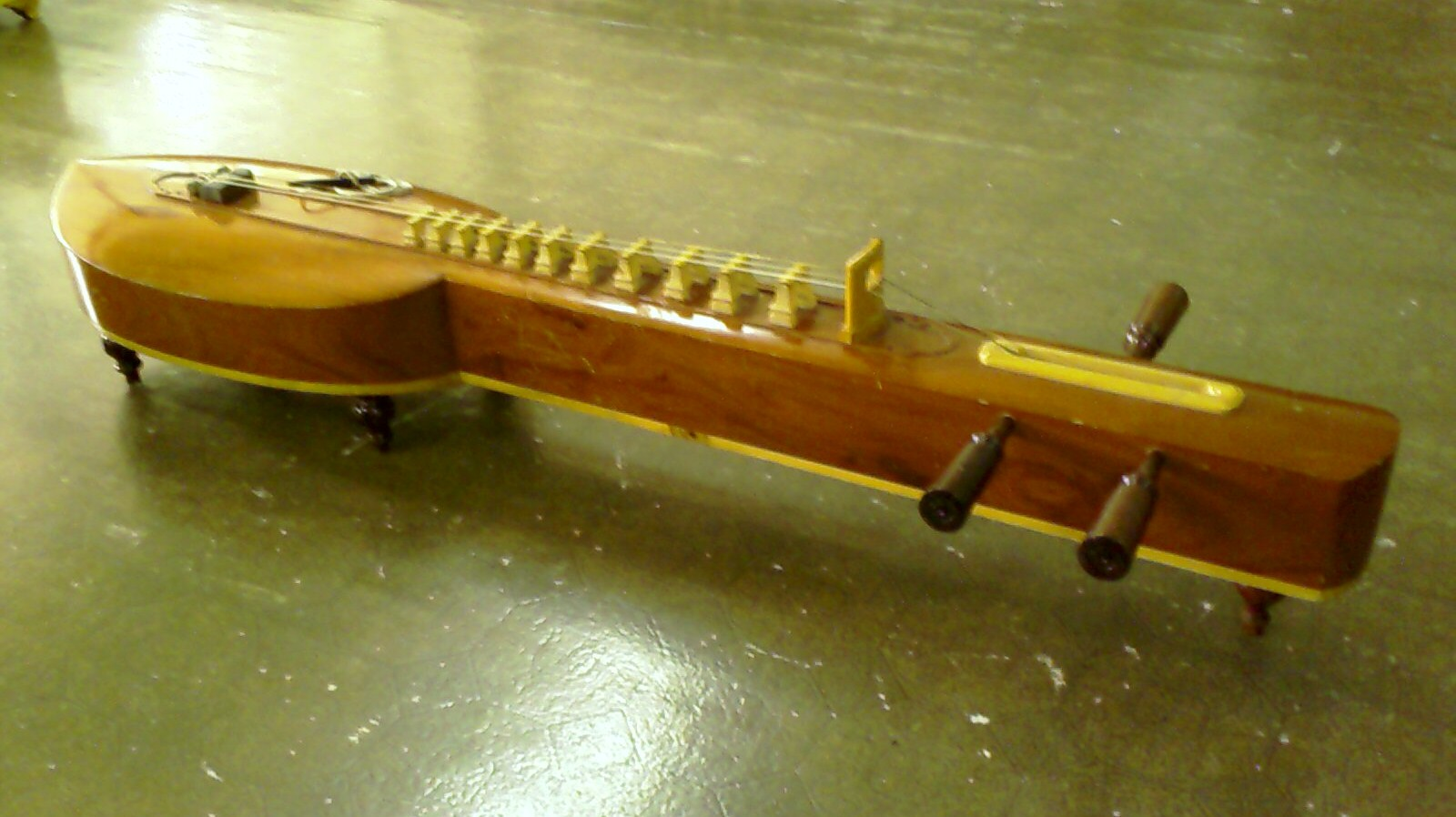
Thailändische chakhe

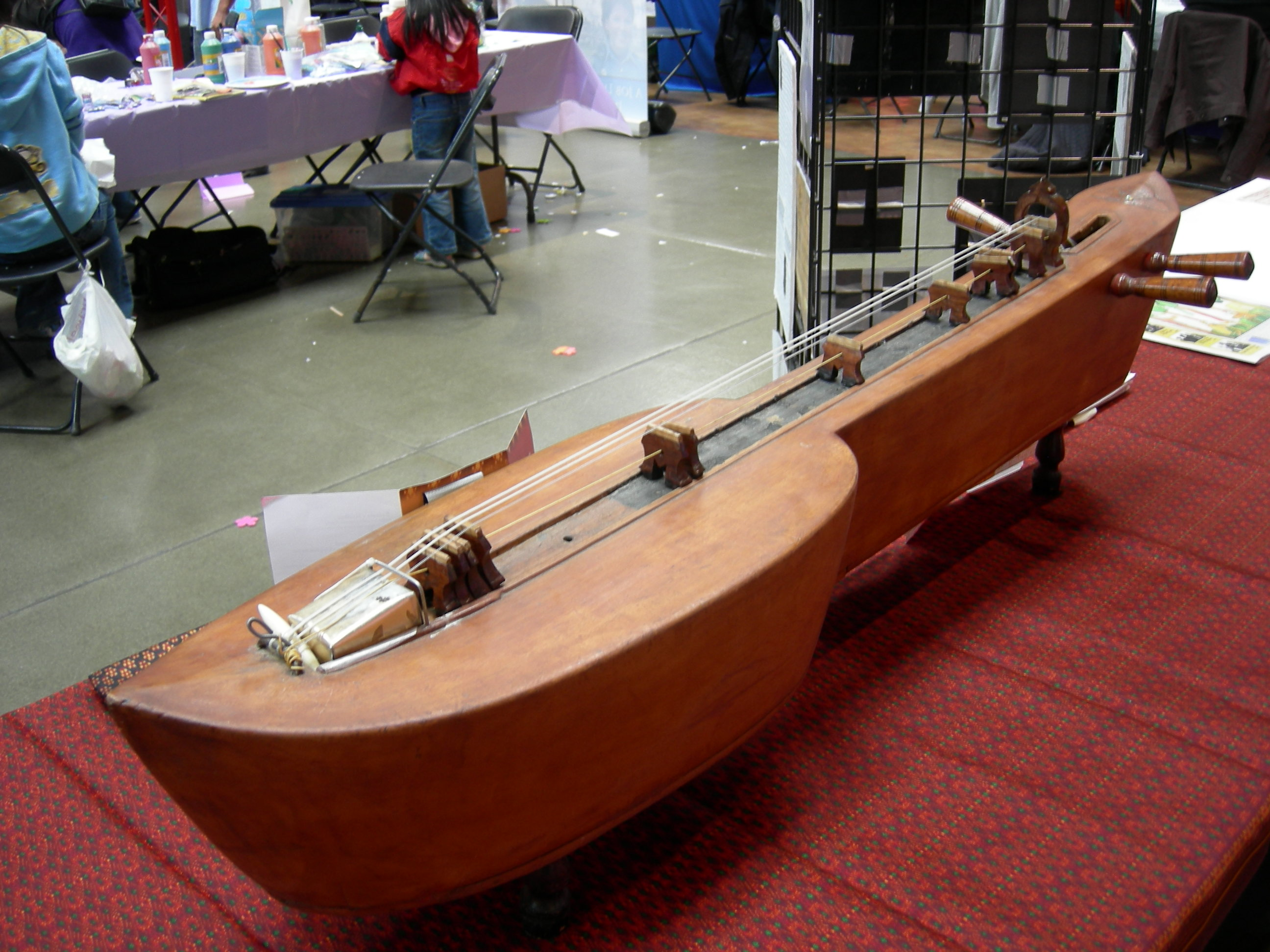
Kambodschanische krapeu

Das Zupfinstrument der birmanischen Musik heißt mí-gyaùng saung (auch magyaun, megyoung, vermutlich von Sanskrit makara), besitzt drei Saiten und wird nur noch im Süden von den Mon in der Volksmusik gespielt. Mí-gyaùng bedeutet „Krokodil“ und saung „Saiteninstrument“, entsprechend heißt die Harfe saung gauk. Es ist eine aus einem Holzblock geschnitzte Röhrenzither.
Spätestens seit der Zeit der Tang-Dynastie ist eine Krokodilzither auch in China bekannt: Die Neue Geschichte der Tang-Dynastie berichtet über das Instrument unter dem Namen tuóshǒuzhēng 鼍首筝 („Chinesischer Alligator-Kopf-Zheng“). In der Zeit der Qing-Dynastie wurde es nach seinem birmanischen Namen mí-gyaùng saung “密穹总” (miqiongzong) genannt.
In Thailand heißt die Krokodilzither chakhe und wird in den Ensembles Kruang sai und Mahori gespielt. Dasselbe Instrument wurde als takhe oder krapeu in die kambodschanische Musik übernommen und gehört dort zu den Ensembles Phleng kar und Mohori. Die thailändische und kambodschanische Krokodilzither ist eine Kastenzither, deren Form einem Lauteninstrument ähnelt.

## Bauform
Die Saiten werden an seitenständige Wirbel gehängt. Gespielt wird die Krokodilzither vor dem Spieler liegend. Die typische Form der Röhre ist hier etwas verfremdet, da die Zither liegend sonst nicht zu spielen wäre. Kleine Füßchen isolieren die offene Rückseite des Schallkörpers vom harten Boden. 
Beim chinesischen Instrument liegen elf Bundstege gleichmäßig unter den drei Saiten und ermöglichen einen bedeutenden Tonumfang. Die Krokodilzither wird solistisch genutzt, aber mehr noch zusammen mit einem Streichinstrument und einem chinesischen Yang, einer trapezförmigen Zither, genutzt. Zusätzlich dient sie als tiefes Saiteninstrument im Orchester.